# NGC 4902
NGC 4902 (другие обозначения — MCG -2-33-92, UGCA 315, IRAS12583-1414, PGC 44847) — спиральная галактика с перемычкой (SBb) в созвездии Дева.
Этот объект входит в число перечисленных в оригинальной редакции «Нового общего каталога».
В галактике вспыхнула сверхновая SN 2011A типа IIn, её пиковая видимая звездная величина составила 16,9.
В галактике вспыхнула сверхновая SN 1991X типа Ia, её пиковая видимая звездная величина составила 13,7.